# Alessandro Frigerio
Alessandro Frigerio, gerufen «Mucho» (* 15. November 1914 in Tumaco, Kolumbien; † 10. Januar 1979), war ein Schweizer Fussballspieler, der als Stürmer von Young Fellows Zürich 1936 den Schweizer Cup und 1941 mit dem FC Lugano die Meisterschaft in der Nationalliga errang.

## Laufbahn

### Vereine
Mit seinen Eltern siedelte Alessandro Frigerio 1921 von Südamerika nach Lugano über. Als der 17-Jährige in der Saison 1931/32 mit dem FC Lugano in der Gruppe 1 hinter dem FC Zürich, Urania Genf und Young Fellows Zürich den vierten Rang belegte, debütierte der ausgezeichnete Techniker und Torschütze bereits am 6. März 1932 in der Schweizer Fussballnationalmannschaft. An der Seite seines erfahrenen Vereinskollegen Gabriele Gilardoni und der Torhütergrösse Frank Séchehaye sammelte er die ersten Erfahrungen in der «Nati» bei der 0:2-Niederlage in Leipzig gegen Deutschland.
Der technisch brillante Mittelstürmer schloss sich zur Runde 1932/33 dem FC Young Fellows Zürich an und kehrte damit dem Tessin und dem Luganersee vorerst den Rücken. In der vierten Saison bei den Schwarz-Roten in Zürich, 1935/36, stellten sich die erhofften Erfolge ein: Der 27-fache Torschütze wurde mit Trainer Josef «Csibi» Winkler hinter Lausanne-Sports mit YF Vizemeister und holte sich am 13. April 1936 mit einem 2:0-Sieg gegen Servette FC Genève den Schweizer Cup. An der Seite der Mitspieler Gustav Schlegel, Eduard Müller und Eugen Diebold zeichnete er sich auch im Final als Torschütze aus. Im folgenden Jahr, 1936/37, Young Fellows kam hinter Meister GCZ und Vize Young Boys Bern auf den dritten Rang, eroberte sich «Mucho» Frigerio erstmals mit 23 Treffern die Krone des Schweizer Torschützenkönigs.
Von 1937 bis 1939 stürmte Frigerio dann im Nordwesten von Frankreich für Le Havre AC. Er stieg mit dem hell- und dunkelblau gekleideten Le HAC aus dem Stade de la Cavée Verte 1938 in die Division 1 auf und scheiterte im Coupe de France 1937/38 erst im Halbfinal mit 0:1 Toren in der Verlängerung an Olympique Marseille. In der Division 1 absolvierte er 1938/39 für Le HAC 24 Spiele und erzielte dabei 16 Tore. Er kehrte zur Runde 1939/40 wieder zu seinem Heimatverein FC Lugano in das Tessin zurück.
Im Stadio di Cornaredo in Lugano feierte der Angreifer in den nächsten Jahren Erfolge mit den Schwarz-Weissen und Erfolge als herausragender Torschütze in der Nationalliga. Mit Lugano gewann er 1940/41 an der Seite von Franco Andreoli vor dem BSC Young Boys Bern und Servette Genf die Meisterschaft und eroberte mit 26 Treffern zum zweiten Mal die Torschützenkrone. Die Meisterschaft konnte Frigerio in der folgenden Runde 1941/42 mit Lugano nicht verteidigen, aber in der Torschützenliste stand er mit 23 Treffern erneut an der Spitze. In seiner vierten Runde nach seiner Heimkehr nach Lugano, 1942/43, reihte er drei zweite Plätze in seine Trophäensammlung ein. Hinter GC Zürich und vor Lausanne-Sports wurde Lugano Vizemeister, der Cup-Final wurde mit 1:2 Toren gegen die «Hoppers» verloren, und schliesslich brachten ihn seine erneuten 23 Tore auch auf den zweiten Rang in der Torschützenrangliste.
Zur Runde 1943/44 schloss sich Frigerio der AC Bellinzona an, wo Trainer Carlo Pinter das sportliche Sagen hatte. Er wurde mit seinem neuen Verein Meister vor dem FC Aarau und dem FC Locarno und stieg mit der AC in die Nationalliga auf. In der Runde 1945/46 erzielte er in 23 Einsätzen 14 und 1946/47 in 22 Ligaspielen 17 Tore für die Mannschaft aus dem Stadio Comunale und rangierte damit 1947 nochmals auf dem dritten Rang der Torschützenliste.
«Mucho» Frigerio erzielte in 299 Erstligaspielen 227 Tore und war dreimal Torschützenkönig der Nationalliga. Nach seiner Spielerkarriere übte er beim FC Chiasso 1947/48 und 1951/52 kurzzeitig das Traineramt aus.

### Nationalmannschaft, 1932 bis 1937
Nach seinem frühen Debüt in der Nationalmannschaft am 6. März 1932 in Leipzig gegen Deutschland kam das junge Offensivtalent zwar im Europacup der Fussball-Nationalmannschaften am 17. September 1933 gegen Ungarn und sieben Tage später in der WM-Qualifikation in Belgrad gegen Jugoslawien zum Einsatz, aber dem Aufgebot für die Fussball-Weltmeisterschaft 1934 in Italien gehörte er nicht an. Die Angreifer Leopold Kielholz, André Abegglen, Willy von Känel, Giuseppe Bossi, Alfred Jäck, Raymond Passello, Erwin Hochstrasser und Albert Büche stellten das WM-Kader der Schweiz im Angriff dar. Der damalige Stürmer von Young Fellows erzielte zwar in den zwei Runden 1935/36 und 1936/37 in der Nationalliga 50 Tore, absolvierte aber bereits am 7. März 1937 in Amsterdam bei der 1:2-Niederlage gegen die Niederlande mit seinem zehnten «Nati»-Einsatz sein letztes Länderspiel für die Schweiz. Es kamen mehrere Gründe zusammen: Zur Runde 1937/38 hatte Frigerio die Schweiz mit seinem Wechsel nach Le Havre verlassen, ab dem 19. September 1937 übernahm GC-Coach Karl Rappan auch die «Nati», und in seinen zehn Länderspieleinsätzen hatte er seine Leistungen im Verein international nicht bestätigen können. Rappan setzte schon im Vorfeld der Weltmeisterschaft 1938 in Frankreich auf die Angriffsbesetzung mit Lauro Amadò, Eugène Walaschek, Alfred Bickel, André Abegglen und Georges Aeby und hielt dies auch während des Turnieres bei. Nur Tullio Grassi vom FC Lugano kam für den verletzten Aeby gegen Ungarn zum Einsatz. Für die übrigen offensiven WM-Teilnehmer Alessandro Frigerio, Leopold Kielholz, Eugen Rupf und Fritz Wagner blieb nur die Ersatzbank. Als Frigerio in seiner zweiten Luganeser Phase, 1939 bis 1943, zweimal hintereinander die Torschützenkrone gewann und 1943 im dritten Jahr in Folge mit 23 Treffern den zweiten Rang belegte, kamen aber auch keine weiteren Berufungen in die Nationalmannschaft mehr hinzu.